# ماهی حلوای اقیانوس آرام
ماهی حلوای دوور اقیانوس آرام (نام علمی: Microstomus pacificus)، که به آن ماهی حلوای لجن یا ماهی حلوای لغزنده نیز می‌گویند، یک ماهی پهن اقیانوس آرام از خانواده کفشم‌ماهیان راست‌چشم است که از باخا کالیفرنیا تا دریای برینگ را شامل می‌شود. نام خود را از شباهت به ماهی حلوای دوور رایج اروپا گرفته‌است که اغلب به آن کفی دوور می‌گویند.
ماهی حلوای دوور اقیانوس آرام می‌تواند ۴۵ سال عمر کند. این گونه در نزدیکی تراوش متان در سواحل دل مار در جنوب کالیفرنیا شناسایی شد. آنها سالانه در فصل زمستان در آبهای عمیق بین ۸۰۰ متر (۲٬۶۰۰ فوت) و ۱٬۰۰۰ متر (۳٬۳۰۰ فوت) تخم‌ریزی می‌کنند. نرها از چهار سالگی تخم‌ریزی را آغاز می‌کنند، در حالی که ماده‌ها از پنج‌سالگی تخم‌ریزی را آغاز می‌کنند.